# Termitolister subcylindricus
Termitolister subcylindricus är en skalbaggsart som beskrevs av Dégallier 2004. Termitolister subcylindricus ingår i släktet Termitolister och familjen stumpbaggar. Inga underarter finns listade i Catalogue of Life.